# One Moment in Time
«One Moment in Time» —en español: «Un momento en el tiempo»— es una canción ganadora de un premio Emmy compuesta por Albert Hammond y John Bettis, producida por Narada Michael Walden y grabada e interpretada por la cantante estadounidense Whitney Houston publicado en septiembre de 1988 para los Juegos Olímpicos de Verano de ese año celebrado en Seúl, Corea del Sur. Lideró las listas de Alemania y el Reino Unido, convirtiéndose en este último, en su tercer sencillo número uno. En los Estados Unidos, alcanzó el número 5 del Hot 100 y encabezó la lista del Billboard Adult Contemporary.

## Historia
La canción fue compuesta especialmente para la banda sonora de los Juegos Olímpicos de Verano, titulado también One Moment in Time producido en conjunto con la cadena televisiva NBC Sports para los juegos de Seúl. Además de Whitney Houston también aparecen artista tales como: The Four Tops, The Bee Gees, Eric Carmen y el compositor de bandas sonoras John Williams. 
La canción es un himno al hecho de creer en uno mismo y ser capaz de superar los obstáculos que la vida nos presente. Así lo dice Whitney cuando pide "un momento en el tiempo/cuando compito con el destino /entonces, en ese momento del tiempo, sentiré la eternidad".
El videoclip de la canción es una mezcla de escenas de las ceremonias olímpicas previas.

## Sencillos
Sencillo en 7" – Arista (111 725)
1. «One Moment In Time» – 4:42
2. Kashif - «Olympic Joy» (Instrumental) – 4:03

## Posicionamiento en listas y certificaciones
| Lista (1988)                                      | Posición |
| ------------------------------------------------- | -------- |
| Alemania (Offizielle Deutsche Charts)             | 1        |
| Australia (Kent Music Report)                     | 49       |
| Austria (Ö3 Austria Top 40)                       | 5        |
| Bélgica (Flandes) (Ultratop 50)                   | 3        |
| Canadá (RPM Top Singles)                          | 22       |
| España (AFYVE)                                    | 7        |
| Estados Unidos (Billboard Hot 100)                | 5        |
| Estados Unidos (Hot R&B/Hip-Hop Singles & Tracks) | 22       |
| Estados Unidos (Billboard Adult Contemporary)     | 1        |
| Eurochart Hot 100                                 | 1        |
| Francia (SNEP)                                    | 8        |
| Irlanda (IRMA)                                    | 2        |
| Italia (FIMI)                                     | 5        |
| Noruega (VG-lista)                                | 3        |
| Nueva Zelanda (Recorded Music NZ)                 | 34       |
| Países Bajos (Dutch Top 40)                       | 6        |
| Reino Unido (UK Singles Chart)                    | 1        |
| Suecia (Sverigetopplistan)                        | 3        |
| Suiza (Schweizer Hitparade)                       | 4        |

| País        | Organismo certificador | Certificación | Ref.   |
| ----------- | ---------------------- | ------------- | ------ |
| Alemania    | BVMI                   | Oro           | [ 19 ] |
| Francia     | SNEP                   | Plata         | [ 20 ] |
| Reino Unido | BPI                    | Plata         | [ 21 ] |

### Sucesión en listas
| Anterior: «A Groovy Kind of Love» de Phil Collins | Eurochart Hot 100 — Sencillo Nro 1 8 de octubre de 1988 — 5 de noviembre de 1988              | Siguiente: «Girl You Know It's True» de Milli Vanilli |
| Anterior: «Desire» de U2                          | UK Singles Chart — Sencillo Nro 1 15 de octubre de 1988 — 28 de octubre de 1988               | Siguiente: «Orinoco Flow» de Enya                     |
| Anterior: «Hand in Hand» de Koreana               | Media Control Charts — Sencillo Nro 1 24 de octubre de 1988 — 6 de noviembre de 1988          | Siguiente: «Don't Worry, Be Happy» de Bobby McFerrin  |
| Anterior: «A Groovy Kind of Love» de Phil Collins | Billboard Adult Contemporary — Sencillo Nro 1 29 de octubre de 1988 — 11 de noviembre de 1988 | Siguiente: «How Can I Fall?» de Breathe               |